# 朱利亚娜·萨迪克
朱利亚娜·萨迪克（阿拉伯语：‎，1994年12月9日—），约旦女子跆拳道运动员，2018年亚洲运动会女子67公斤级金牌得主、2023年世界跆拳道锦标赛女子67公斤级银牌得主。